# Canneto (Monteverdi Marittimo)
Canneto ist ein Ortsteil (Fraktion, italienisch frazione) der italienischen Gemeinde Monteverdi Marittimo in der Provinz Pisa in der Toskana.

## Geografie
Der Ort liegt etwa 3 Kilometer nordöstlich des Hauptortes Monteverdi Marittimo, etwa 60 km südöstlich der Provinzhauptstadt Pisa und etwa 75 km südwestlich der Regionalhauptstadt Florenz im Cecinatal (Val di Cecina) am Übergang des Sterza-Tals (Zufluss des Cecina) zum Val di Cornia. Der Ort liegt bei 295 m s.l.m. und hatte 2001 182 Einwohner. 2011 waren es 177 Einwohner. Der Fluss Cecina verläuft etwa 13 km nördlich, der Cornia fließt etwa 6,5 km südwestlich.

## Geschichte
Das Castello von Canneto entstand um das Jahr 1000, wahrscheinlich über einer früheren Siedlung, und war Lehen der Abtei von San Pietro in Palazzuolo. Erstmals erwähnt wurde der Ort 1084 von der Stadt Volterra. Ab 1168 unterstand der Ort dem späteren Bischof von Volterra, Ildebrando Pannocchieschi. 1472 unterwarf Canneto sich der Republik Florenz.

## Sehenswürdigkeiten
- San Lorenzo, Kirche im Ortskern, die zum Bistum Massa Marittima-Piombino gehört. Romanischer Bau aus dem 11. oder 12. Jahrhundert, enthält ein Bronzekruzifix mit der Inschrift La Vergine, San Giovanni, l'Angelo ed il Sepolcro.[6]
- Stadtmauern des ellipsenartigen historischen Ortskerns (ca. 120 × 45 m[2]). Die Wehrmauer hatte zwei Befestigungstore, die heute noch erhalten sind:
  - Porta agl’Archi, südliches Befestigungstor.[2]
  - Porta alla Buca, westliches Befestigungstor.[2]

## Bilder

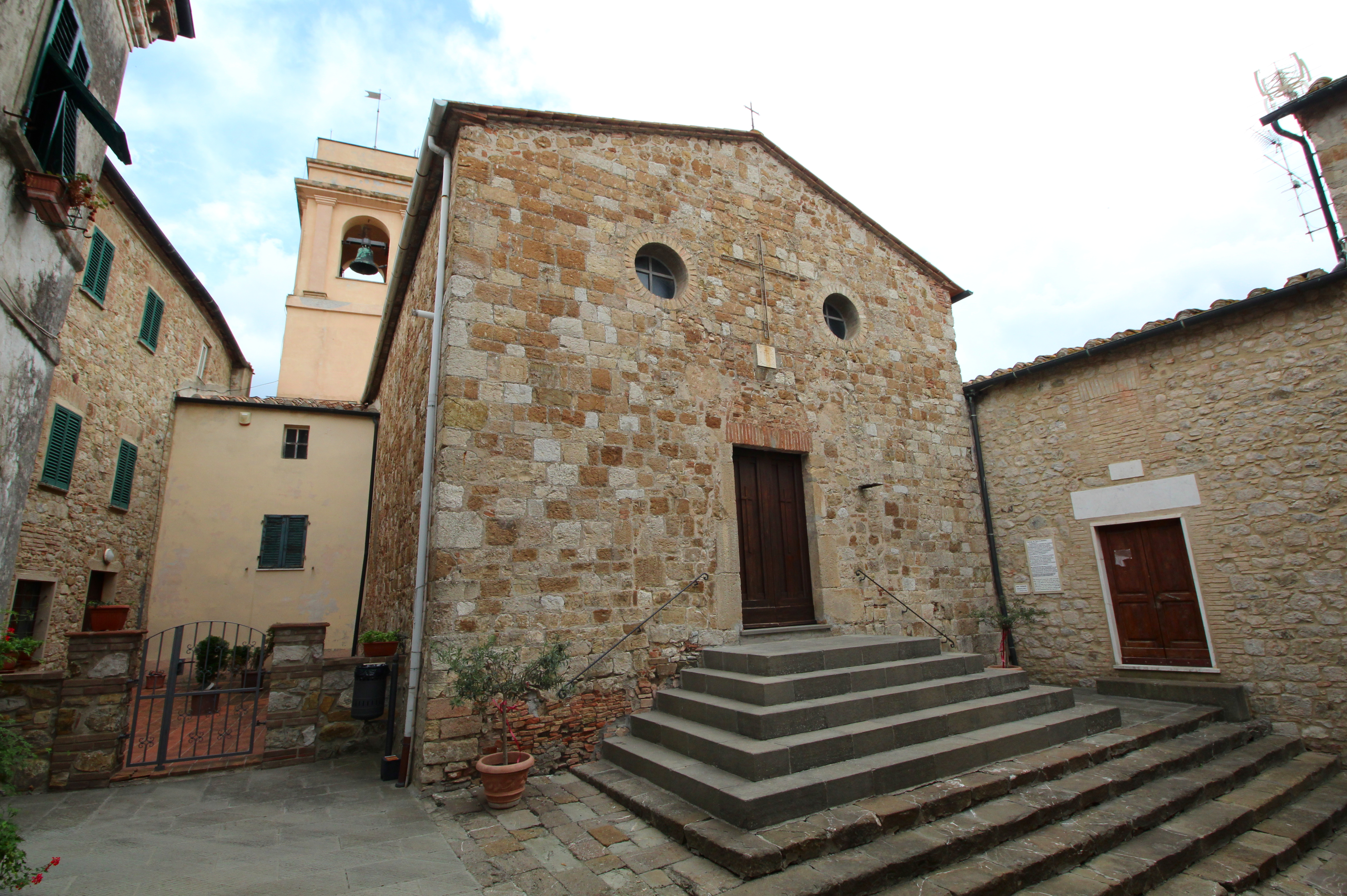
Die Kirche San Lorenzo
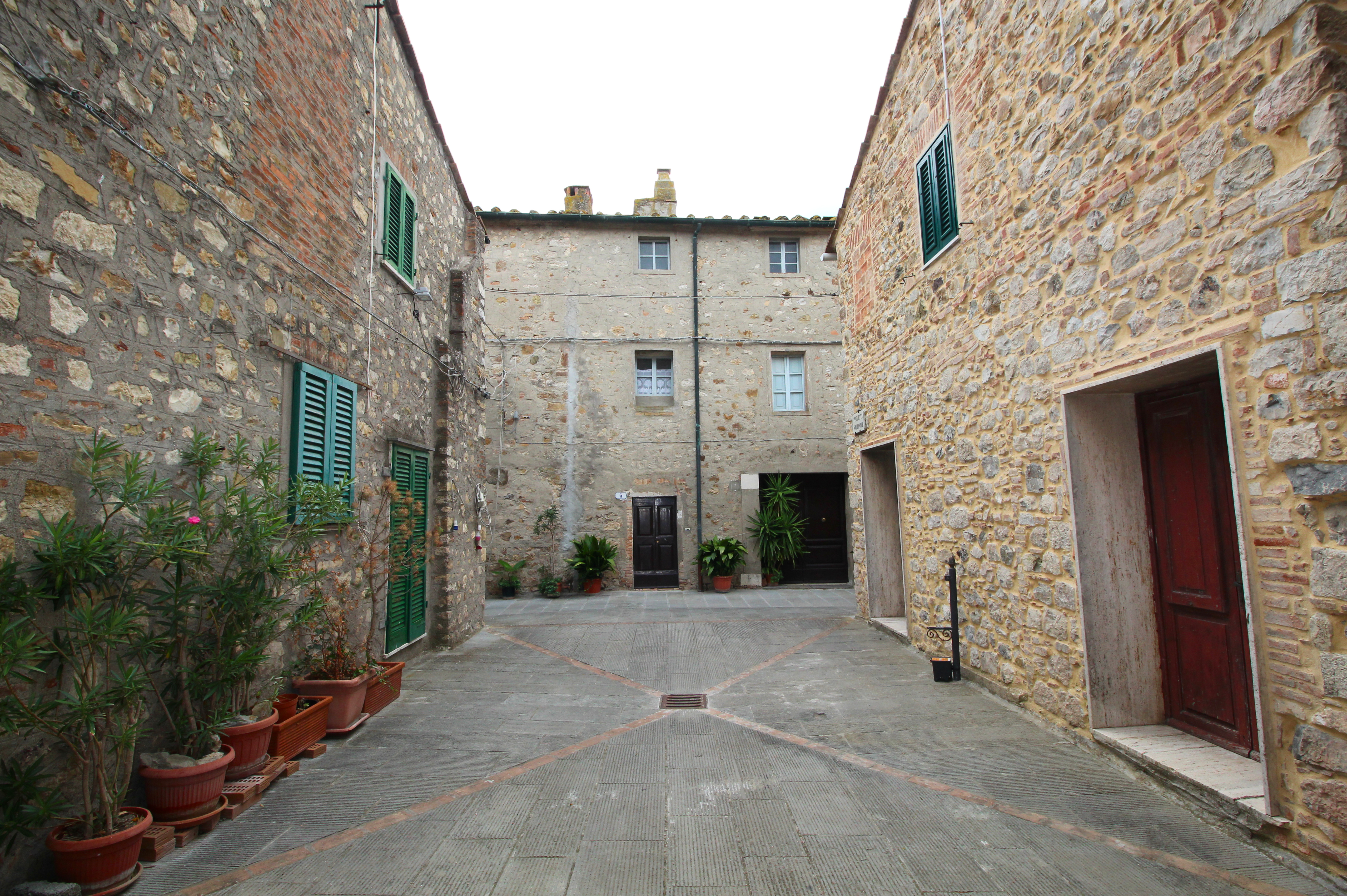
Der zentrale Platz des historischen Ortskern
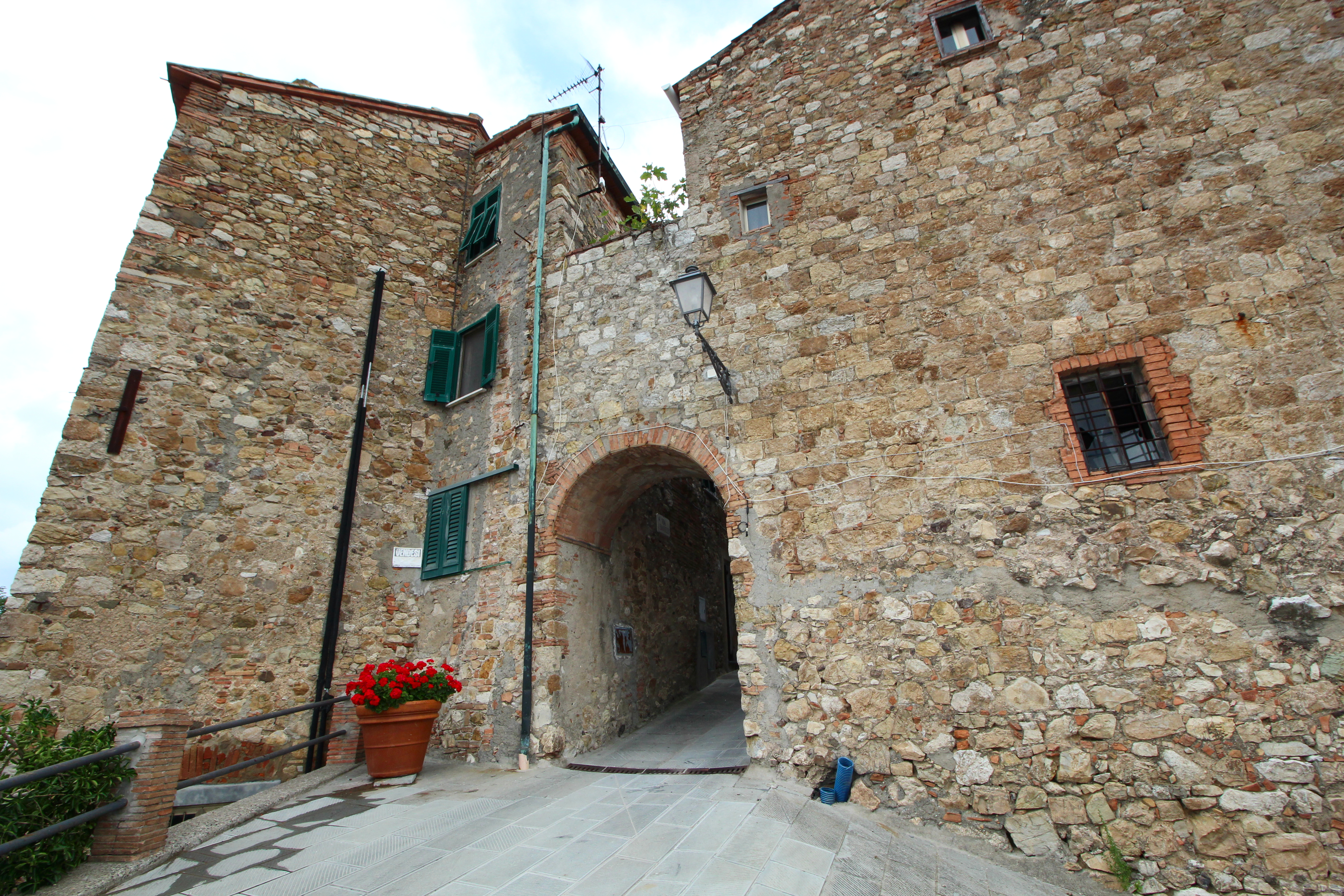
Porta agl’Archi
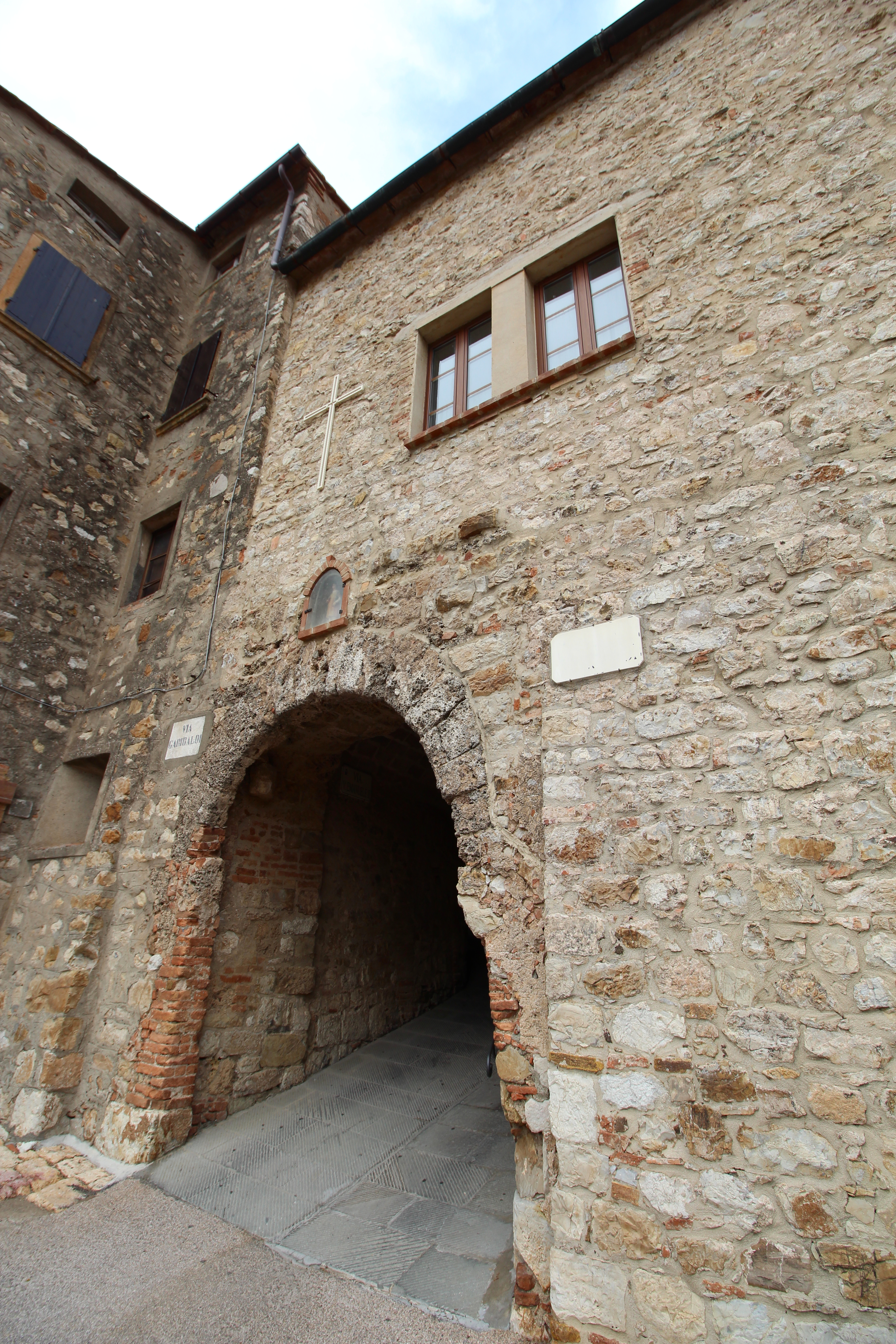
Porta alla Buca